# Couches de passage
Les couches de passage en géologie et en stratigraphie sont des couches comprises entre deux séries stratigraphiques. Elles marquent une transition entre deux étages stratigraphiques.
Ces couches traduisent des événements paléoclimatiques majeurs plus ou moins progressifs, ayant entrainé des modifications substantielles de la sédimentation.

## Quelques exemples
| Date    | Formation            | Photo | Description de la photo |
| ------- | -------------------- | ----- | --- |
| −65 MA  | Crétacé-Tertiaire    |       | Badlands près de Drumheller, en Alberta, où l'érosion a découvert la limite K–T. |
| −167 MA | Bathonien - Bajocien |       | Les couches de passage affleurent au niveau de l'estran de Port-en-Bessin, au pied des falaises des Marnes de Port. Ces couches sont constituées de 3 couches calcaires bioturbées séparées par des interlits argileux, de haut en bas : - un banc calcaire gris sombre, massif, de 15 à 20 cm d’épaisseur, - un banc de calcaire argileux gris à surface irrégulière, de 5 à 8 cm d’épaisseur, avec des empreintes d'ammonites - un banc de calcaire argileux gris clair, plus ou moins noduleux, à surface bosselée, de 10 à 15 cm. |
| −200 MA | Trias - Jurassique   |       | En bordure du Plateau des Gras, les schistes du Trias supérieur sont surmontés de couches de marne et de calcaire du Jurassique inférieur. La transition Trias-Jurassique, s'est accompagnée d'une extinction inexpliquée de la faune marine. |